# Batalla de Deorham
La batalla de Deorham (o Dyrham) fue un encuentro militar decisivo entre los sajones occidentales y los britanos occidentales en 577.  La batalla, que se saldó con una gran victoria para las fuerzas de Wessex dirigidas por Ceawlin y su hijo, Cuthwine, llevó a la captura de las ciudades britanas de Glevum (Gloucester), Corinium Dobunnorum (Cirencester) y Aquae Sulis (Bath). También provocó la separación permanente, cultural y étnica, entre Dumnonia (Devon y Cornualles) y Gales.
La Crónica anglosajona es la fuente única que menciona la batalla. A pesar de que da pocos detalles, la describe como un enfrentamiento importante. La ubicación de Deorham es Hinton Hill cerca de Dyrham en South Gloucestershire.

## Relato
La entrada de la Crónica anglosajona para 577 registra que aquel año Ceawlin de Wessex y su hijo joven Cuthwine lucharon contra los britanos occidentales en "el sitio que es llamado Deorham". Se considera generalmente que se trata de Dyrham en el actual South Gloucestershire, en las pendientes de los Cotswolds a escasa distancia al norte de Bath. Los sajones occidentales tuvieron su día, y tres reyes britanos, cuyos nombres se dan como Conmail, y Condidan, y Farinmail, murieron. A raíz de la batalla, los sajones tomaron tres ciudades importantes, Glevum, Corinium Dobunnorum y Aquae Sulis, representando Gloucestershire y Worcestershire al este del Severn, y una parte pequeña de Somerset.

## Estrategia y tácticas
El valle del Severn ha sido siempre una de las llaves militares de Gran Bretaña, y algunas de las batallas más decisivas de la conquista sajona tenían por objeto su control. En 577 Ceawlin avanzó por el valle del Thames a través de las Cotswolds para capturar el área y romper el poder de los britanos en el curso bajo del Severn.
Algunos historiadores (como Welbore St Clair Baddeley en 1929) ha concluido que los sajones pudieron haber lanzado un ataque sorpresa y capturado el fuerte situado en Hinton Hill Camp que controlaba el Valle del Avon e interrumpió las comunicaciones entre las ciudades britano romanas de Bath y Gloucester y Cirencester. Una vez los sajones ocuparon el sitio (y habían comenzadoa reforzar las estructuras defensivas del lugar, que databan de la Edad de Hierro) los britanos se vieron obligados a unirse a lanzar un ataque conjunto para expulsarles. Su intento fracasó y el los tres reyes britanos perecieron (están nombrados como Commagil de Gloucester, Condidan de Cirencester y Farinmagil de Bath). Sus fuerzas fueron empujadas al norte del río Severn y al sur de Bath donde comenzaron la construcción del foso conocido como Wansdyke, en un desesperado intento por evitar perder más terreno.
El historiador militar Alfred Burne, empleando su teoría de 'Probabilidad Militar Inherente' optó por una explicación más sencilla. Desde su punto de vista Ceawlin avanzaba metódicamente hacia el Severn y las fuerzas Britanas se concentraron para pararle. Burne sugiere que formaron a lo largo de dos leves crestas a lo largo del camino que bordeaba el Bosque de Braden, con Hinton Hill Camp a sus espaldas como almacén– una posición similar a la adoptada en la batalla de Beranburh en 556. Burne señala que si el ataque sajón rompía la primera línea britana hasta la segunda cresta, otra retirada dejaría sus flancos abiertos ante un ataque colina abajo. Su teoría es que los sajones rompieron las líneas britanas y consiguieron rodear al principal cuerpo con los tres reyes cerca del fuerte, lo que explicaría por qué ninguno de ellos fue capaz de huir.

## Resultado
La batalla supuso un golpe demoledor militar, cultural y económico para los britano-romanos porque perdieron las ciudades de Corinium, capital provincial en el periodo romano (Cirencester); Glevum, un antiguo campamento de la legión (Gloucester); y Aquae Sulis, un renombrado balneario y centro religioso pagano (Bath). La investigación arqueológica ha descubierto que muchas de las villas en la era posromana estaban aún ocupadas, lo que sugiere que la zona estaba controlada por britanos sofisticados y relativamente acomodados. Aun así, fueron finalmente abandonadas o destruidas a medida que el territorio fue conquistado por Wessex.
Algunos académicos creen que la batalla marcó también el comienzo de la separación entre los idiomas galés y córnico. Los sajones germano-parlantes controlaban ahora el terreno entre los pueblos celtas del suroeste inglés y los que se ubicaban en Gales y las Midlands, cuyo territorio sería conquistado por los anglos de Mercia en el siglo VIII Otros señalan que el contacto por mar era aún posible sin especial complicación, y de hecho una genealogía galesa deja constancia de que descendientes de los reyes de Pengwern fundaron una dinastía en Glastonbury el siglo VII